# Merritt Wever

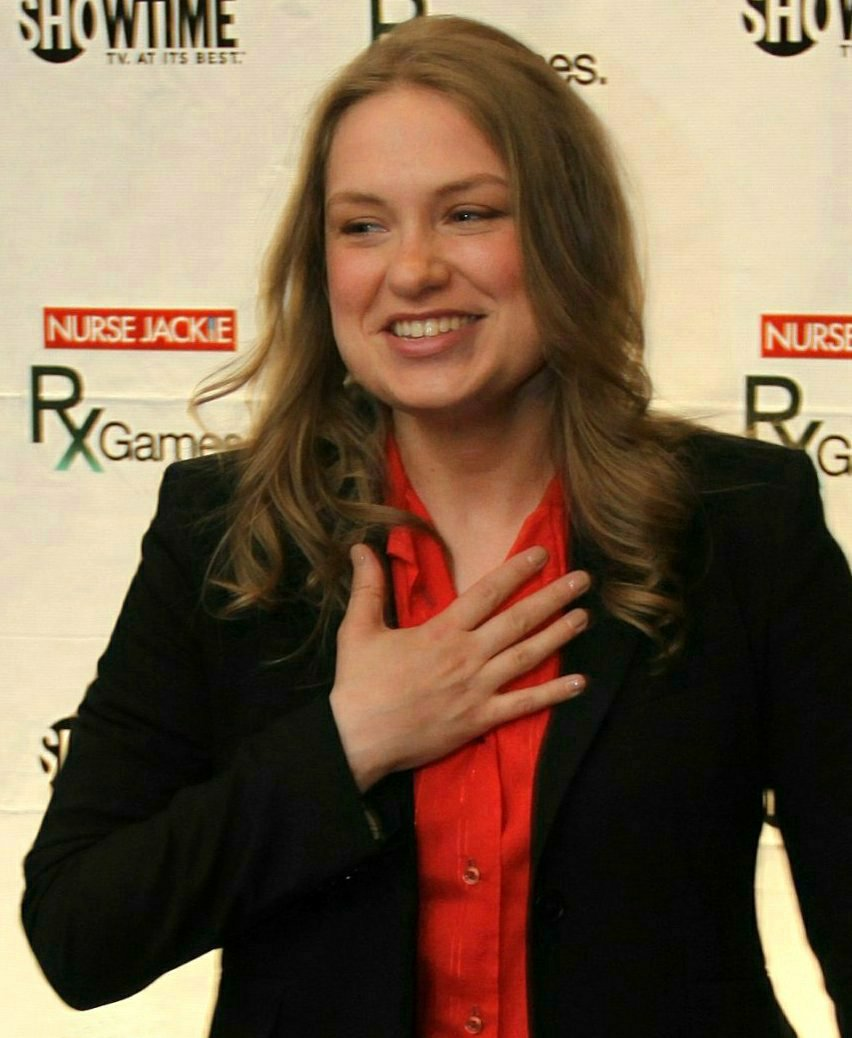
Merritt Wever em 2010.

Merritt Carmen Wever (Nova Iorque, 11 de agosto de 1980) é uma atriz norte-americana. Ela é mais conhecida por seu papel como a jovem enfermeira Zoey Barkow em Nurse Jackie, pelo qual ela ganhou o Emmy Awards de Melhor Atriz Coadjuvante em Série de Comédia, em 2013. Também ficou conhecida por seu papel como Denise Cloyd em The Walking Dead, da AMC. Em 2018, ganhou seu segundo Emmy Awards, na categoria de Melhor Atriz Coadjuvante em Minissérie ou Telefilme, por Godless.

## Início de vida
Merritt Wever nasceu em Manhattan, Nova Iorque. Ela foi concebida através de um doador de esperma e foi criada por sua mãe, Georgia. Ela se formou na Fiorello H. LaGuardia High School e no Sarah Lawrence College.

## Prêmios e indicações
| Ano  | Prêmio                                               | Categoria                                                      | Indicação                  | Resultado | Ref.   |
| ---- | ---------------------------------------------------- | -------------------------------------------------------------- | -------------------------- | --------- | ------ |
| 2010 | Gotham Independent Film Awards                       | Melhor Elenco                                                  | Tiny Furniture             | Indicado  | [ 4 ]  |
| 2012 | Emmy do Primetime                                    | Melhor Atriz Secundária numa Série de Comédia                  | Nurse Jackie               | Indicado  | [ 5 ]  |
| 2013 | Prêmio Screen Actors Guild                           | Melhor Elenco em Série de Comédia                              | Nurse Jackie               | Indicado  | [ 6 ]  |
| 2013 | Emmy do Primetime                                    | Melhor Atriz Secundária numa Série de Comédia                  | Nurse Jackie               | Venceu    | [ 5 ]  |
| 2014 | Prêmio Satellite                                     | Melhor Atriz Coadjuvante em uma Série, Minissérie ou Telefilme | Nurse Jackie               | Indicado  |        |
| 2014 | Critics' Choice Television Awards                    | Melhor Atriz Coadjuvante em Série de Comédia                   | Nurse Jackie               | Indicado  | [ 7 ]  |
| 2014 | Washington D.C. Area Film Critics Association Awards | Melhor Elenco                                                  | Birdman                    | Venceu    | [ 8 ]  |
| 2018 | Emmy do Primetime                                    | Melhor Atriz Coadjuvante em Minissérie ou Telefilme            | Godless                    | Venceu    | [ 5 ]  |
| 2020 | Independent Spirit Awards                            | Robert Altman Award                                            | Marriage Story             | Venceu    | [ 9 ]  |
| 2020 | Prêmio Globo de Ouro                                 | Melhor Atriz em Minissérie ou Telefilme                        | Unbelievable               | Indicado  | [ 10 ] |
| 2020 | Critics' Choice Television Awards                    | Melhor Atriz em Filme ou Minissérie                            | Unbelievable               | Indicado  | [ 11 ] |
| 2020 | Television Critics Association Awards                | Conquista Individual em Atuação                                | Unbelievable               | Indicado  | [ 12 ] |
| 2023 | Emmy do Primetime                                    | Melhor atriz coadjuvante em minissérie ou telefilme            | As Pequenas Coisas da Vida | Pendente  | [ 13 ] |